# J. P. Arencibia
Pour les articles homonymes, voir Arencibia.
Jonathan Paul Arencibia (né le 5 janvier 1986 à Miami, Floride, États-Unis) est ancien un receveur de baseball. 
Il évolue dans la Ligue majeure de baseball pour les Blue Jays de Toronto de 2010 à 2013, les Rangers du Texas en 2014 et les Rays de Tampa Bay en 2015.

## Carrière

### Ligues mineures
Athlète de l'Université du Tennessee à Knoxville, J. P. Arencibia est un choix de première ronde des Blue Jays de Toronto en 2007. Il se distingue rapidement par son coup de bâton, ce qui lui permet de gravir les échelons sur la liste des meilleurs espoirs de l'organisation torontoise selon Baseball America, qui le classe en seconde place en 2008 et 2009. 
Avec deux équipes des ligues mineures affiliées aux Blue Jays, il frappe pour une moyenne de ,298 en 2008, avec 27 coups de circuit et 105 points produits. 
Em 2009, il totalise 75 points produits en 116 parties jouées chez les 51s de Las Vegas, le club-école AAA des Blue Jays dans la Ligue de la côte du Pacifique. En 2010, il frappe pour ,303 avec 79 points produits en 95 matchs lorsqu'il obtient sa première chance de se faire valoir dans les majeures.

### Ligue majeure

#### Blue Jays de Toronto

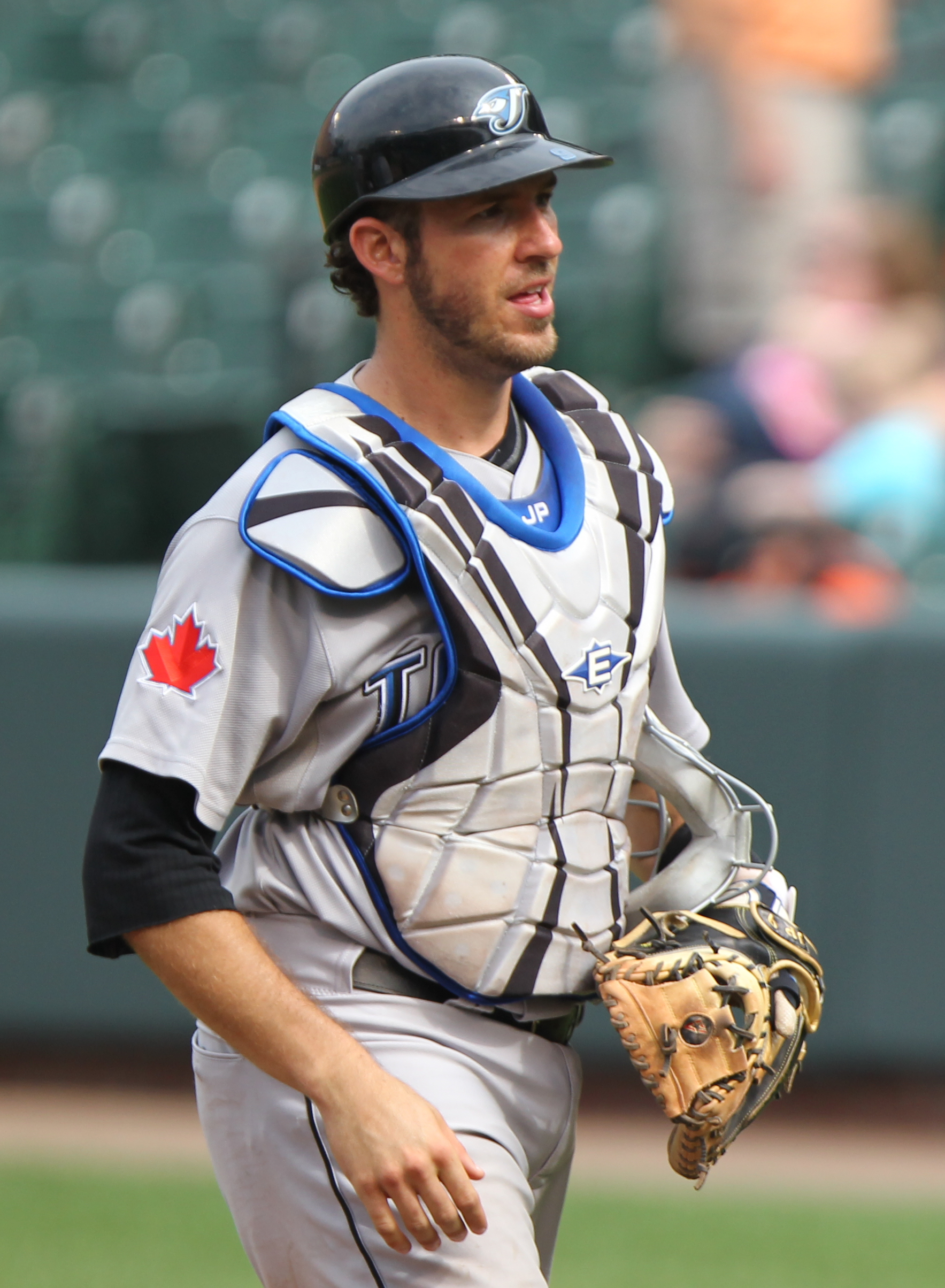
Arecibia en 2011 avec les Blue Jays de Toronto.

J. P. Arencibia est rappelé de Las Vegas le 4 août 2010 pour pallier l'absence du receveur régulier des Jays, John Buck, placé sur la liste des blessés pour 15 jours en raison d'une lacération au pouce droit. 
Arencibia fait des débuts remarqués pour Toronto lors d'une victoire de 17-11 des Jays sur les Rays de Tampa Bay au Rogers Centre le 7 août. À sa première présence au bâton, il frappe un circuit de deux points sur le premier lancer qui lui est offert par James Shields. Il devient le troisième joueur de la franchise des Blue Jays à cogner un circuit à sa première présence au bâton dans les majeures, et le premier depuis Junior Félix en 1989. Arencibia termine la journée avec quatre coups sûrs en cinq, deux circuits et trois points produits. Il est le premier joueur des majeures depuis l'année 1900 à frapper quatre coups sûrs dont deux circuits à son premier match joué.
Après 11 parties jouées pour les Jays en 2010, il devient un régulier de l'équipe en 2011 et est en uniforme pour 129 matchs. Malgré une faible moyenne au bâton de ,219 il démontre sa puissance au bâton avec 23 coups de circuit et il produit 78 points. Seuls le champion des coups de circuit José Bautista (avec 43) et Adam Lind (26) frappent plus de longues balles que Arencibia chez les Jays de 2011.
Le 5 avril 2012, Arencibia fait la différence dans le plus long match d'ouverture de l'histoire des Ligues majeures avec un coup de circuit de trois points en 16e manche à Cleveland contre le lanceur Jairo Asencio. Le receveur frappe pour ,233 avec 18 circuits et 56 points produits en 102 matchs joués en 2012.
En 2013, à sa dernière année de contrat, Arencibia frappe sous la ligne de Mendoza et affiche une moyenne au bâton de ,194 en 138 matchs des Blue Jays. Sa moyenne de présence sur les buts n'est guère plus brillante, à seulement ,227. Arencibia frappe tout de même 21 circuits cette saison-là et fait marquer 55 points. La saison est aussi marquée par des accrochages publics avec deux anciens joueurs de baseball devenus commentateurs sportifs, Gregg Zaun et Dirk Hayhurst, qui le critiquent pour son jeu. 
Joueur prometteur qui n'aura jamais satisfait les espoirs placés sur lui à Toronto, Arencibia quitte Toronto après 4 saisons. Alors que son contrat se termine, l'équipe cherche une meilleure option derrière le marbre et, peu après la conclusion de la saison 2013, engage Dioner Navarro, un ancien des Cubs de Chicago. En 380 matchs joués à Toronto entre 2010 et 2013, Arencibia est malgré ses 64 coups de circuit une déception pour la franchise avec sa moyenne au bâton de ,212 et sa moyenne de présence sur les buts de ,258.

#### Rangers du Texas
Le 10 décembre 2013, J. P. Arencibia signe un contrat d'une saison avec les Rangers du Texas. Ses ennuis en offensive se prolongent avec son nouveau club : malgré 10 circuits en 63 matchs, il affiche sa moyenne au bâton (,177) la plus basse en carrière.

#### Rays de Tampa Bay

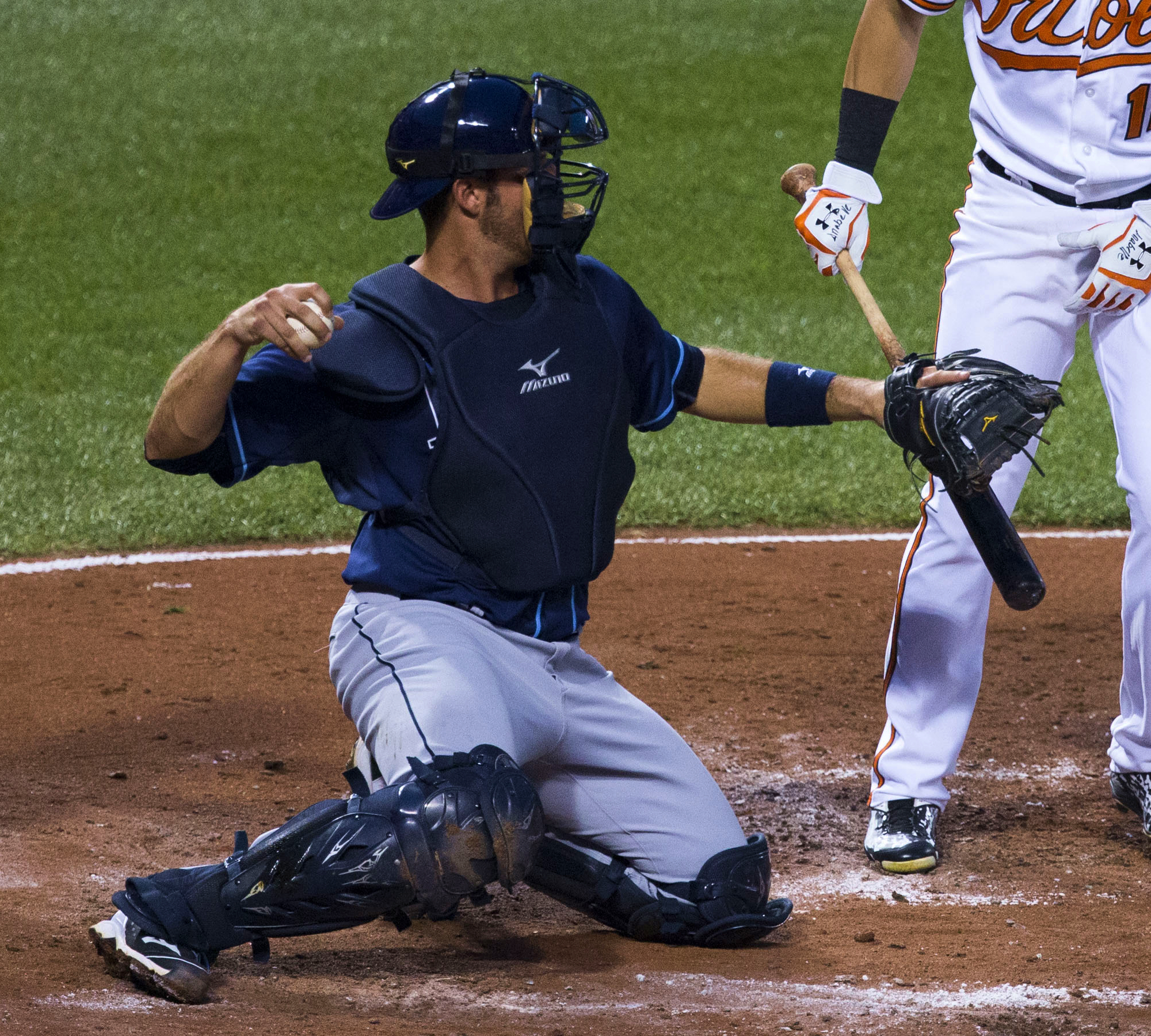
Arecibia en 2015 avec les Rays de Tampa Bay.

Le 7 janvier 2015, il signe un contrat des ligues mineures avec les Orioles de Baltimore. Libéré par les Orioles le 9 avril sans avoir eu la chance de jouer pour eux, il est mis sous contrat par les Rays de Tampa Bay le 17 avril. En 24 matchs des Rays en 2015, Arencibia maintient une moyenne au bâton de ,310 en 73 passages à la plaque, avec 22 coups sûrs et 6 circuits. 

#### Phillies de Philadelphie
Arencibia signe un contrat des ligues mineures avec les Phillies de Philadelphie le 14 décembre 2015. Il ne retrouve pas le chemin des majeures et annonce sa retraite.

## Vie personnelle
J. P. Arencibia est marié depuis 2014 à la chanteuse country Kimberly Perry, du groupe The Band Perry.